# 在カザフスタン日本国大使館
在カザフスタン日本国大使館（ざいカザフスタンにほんこくたいしかん、カザフ語: Жапония елшілігі Қазақстанда、ロシア語: Посольство Японии в Казахстане、英語: Embassy of Japan in Kazakhstan）は、カザフスタンの首都アスタナにある日本の大使館。

## 沿革
- 1991年12月28日、日本が主権国家としてのカザフスタンの独立を承認する[2]
- 1992年1月26日、日本とカザフスタンの間で外交関係が開設される[2]
- 1993年1月20日、当時の首都アルマティ（アルマトイ）に在カザフスタン日本国大使館が開設される[2]
- 1997年、カザフスタンの首都がアルマティからアスタナへ移転する[3]
- 2001年1月1日、在アスタナ出張駐在官事務所（在アスタナ駐在官事務所）が開設される[2]
- 2005年1月1日、在カザフスタン日本国大使館が新首都アスタナへ移転する[4]
- 2005年1月1日、旧首都には代わって在アルマティ出張駐在官事務所（在アルマトイ出張駐在官事務所）が開設される[4]
- 2014年1月1日、アルマトイ出張駐在官事務所が閉鎖される[5]
- 2019年3月23日、カザフスタンの首都アスタナがヌルスルタンに改称される[6]
- 2022年9月17日、首都の名称がアスタナに戻される[7]。

## 所在地
| 日本語   | 〒010000 アスタナ市チュバリ小地区コスモナフトフ通り62 5階                  |
| ロシア語 | 010000 Астана, микрорайон Чубары, ул. Космонавтов, 62, 5-этаж              |
| 英語     | 5th floor, Kosmonavtov Street 62, Micro-district “Chubary,” Astana, 010000 |